# Conversation
Pour l’article homonyme, voir Conversation (homonymie).

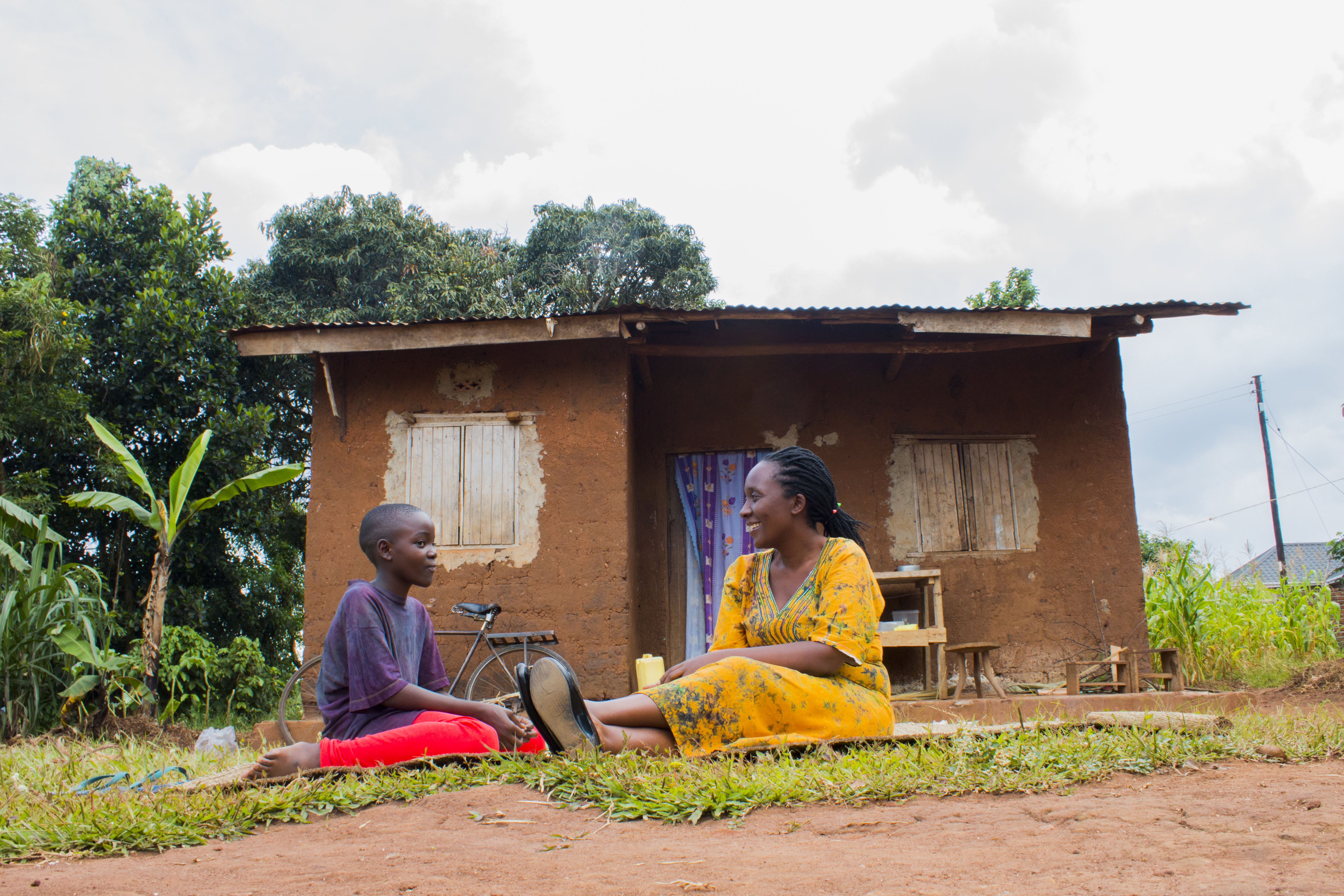
Conversation entre une mère et son fils en Ouganda.

Une conversation est un échange d'informations entre au moins deux individus, portant généralement sur un sujet précis[réf. nécessaire]. La conversation est une forme courante de communication qui permet à des personnes de faire connaissance.

## Recherche et conversation

### Différences entre les hommes et les femmes

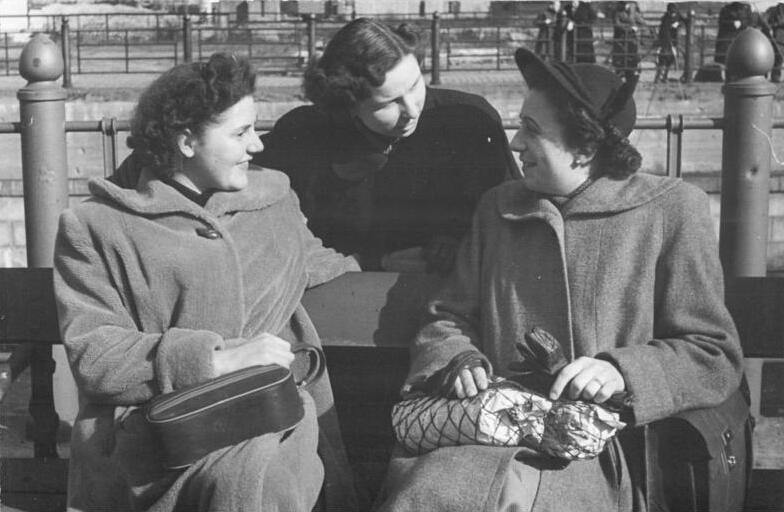
Trois femmes en pleine conversation.

Contrairement à différents stéréotypes répandus, les femmes ne parlent pas plus que les hommes. Les femmes et les hommes prononcent un nombre similaire de mots par jour en moyenne. Une étude publiée en 2007 dans la revue Science explique que les femmes prononcent en moyenne 16 215 mots par jour, contre 15 669 mots pour les hommes, mais cette petite différence n'est pas significative et les distributions, qui peuvent varier énormément entre les individus, n'étaient pas différentes entre les deux sexes,.

## Small talk
L'expression small talk (en), empruntée à l'anglais américain, signifie « les conversations légères et informelle, parfois même un peu insignifiantes », que peuvent avoir entre elles des personnes qui font connaissance.